# Jung-gu, Ulsan
Jung-gu (hangul: 중구, hanja: 中區), Centrala distriktet, är ett stadsdistrikt i staden och provinsen Ulsan  i den sydöstra delen av Sydkorea, 300 km sydost om huvudstaden Seoul.
Distriktet består av den centrala delen av staden Ulsan och delas administrativt in i tretton stadsdelar: Bangu 1-dong, Bangu 2-dong, Boksan 1-dong, Boksan 2-dong, Byeongyeong 1-dong, Byeongyeong 2-dong, Daun-dong, Hakseong-dong, Jungang-dong, Seongan-dong, Taehwa-dong, Ujeong-dong och Yaksa-dong.